# 蒼蠅座ι
蒼蠅座ι，又名CP-74 1057，HD 116244、SAO 257041、HR 5042，是蒼蠅座的一颗恒星，视星等为5.05，位于銀經305.17，銀緯-12.16，其B1900.0坐标为赤經13h 17m 14s，赤緯-74° -12.16′ 42″。